# 纳粹党掌权

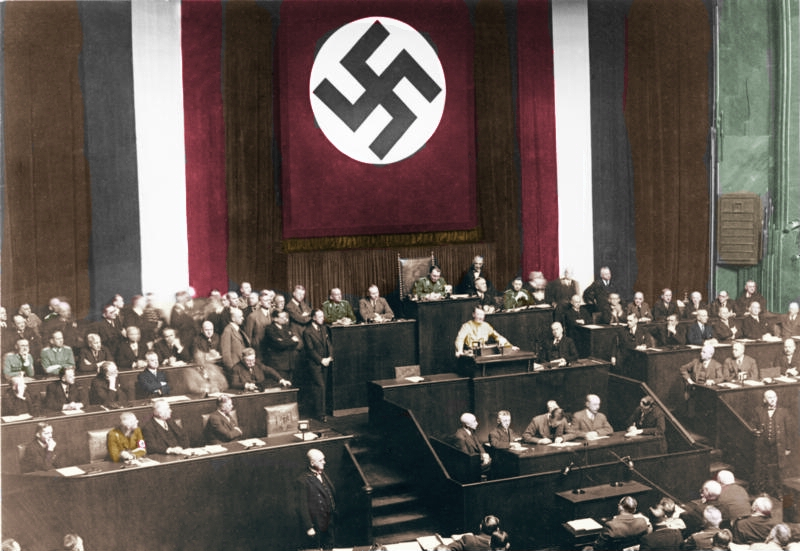
1933年3月23日，阿道夫·希特勒於國會發表講話。希特勒在尋求對《授權法案》的通過時提出了友好合作的可能性，承諾如果獲得緊急權力，不會威脅國會、總統、各邦以及教會

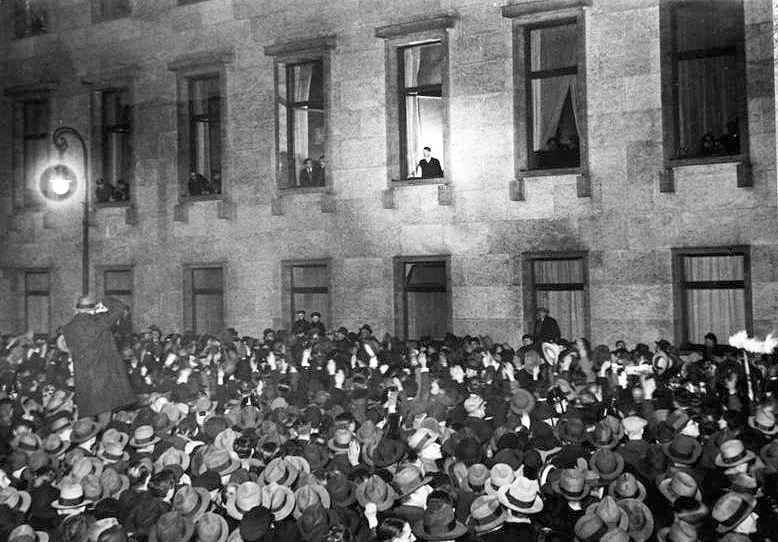
1933年1月30日，希特勒在德国总理府窗前向人群致意

纳粹党掌权（德語：Machtergreifung，德語發音：[ˈmaxtʔɛɐ̯ˌɡʁaɪfʊŋ] ⓘ，德文原意为“掌权”）是指1933年1月30日德意志共和国政府权力被纳粹党和其民族保守主義盟友掌握。阿道夫·希特勒在这一天向德国总统兴登堡宣誓成为德国总理，德国歷史上的魏玛共和国已经名存实亡，隨後三月份魏瑪共和國第八屆國會選舉名義上仍是魏瑪共和國的選舉，由于纳粹党在1933年后借助国会执政地位迅速通过了多部铲除异己的法律，因此1933年被看做德国历史已经进入第三帝国时期。